# Chotkowo
Chotkowo (Duits: Kathkow) is een plaats in het Poolse district Bytowski, woiwodschap Pommeren. De plaats maakt deel uit van de gemeente Borzytuchom en telt 204 inwoners.